# Spike (Puffy AmiYumi)
Spike es el quinto álbum del grupo PUFFY de estilo J-Pop. Debutó en el puesto #10 en la Lista Oricon, que esto comparado con su disco anterior Fever*Fever, era una baja de rating, porque quedó #3, sin embargo, los temas que aquí se incluían, eran los temas que hoy en día son los más populares, como «Boowie Woogie #5», «Puffy's Rule», «Umi Eto» y «Sui Sui». En este álbum, PUFFY quiso hacerse conocer en el occidente, para esto tenían que cambiarse el nombre a Puffy AmiYumi, por el rapero Diddy, o Puffy.

## Lista de temas
Versión japonesa:
1. Boogie-Woogie No. 5 (ブギウギ No.5)
2. Sumire (すみれ)
3. Mondou Muyou (問答無用)
4. COSMIC Nagare Tabi (COSMIC 流れ旅)
5. Destruction Pancake
6. Su-i Su-i (スーイスーイ)
7. Sui Sui (スイスイ)
8. Pool Nite (プールにて)
9. Aoi Ringo (青いリンゴ)
10. Sakura no Hana ga Saku Amai Amai Kisetsu no Uta (さくらの花が咲く甘い甘い季節の唄)
11. Umi Eto (海へと)
12. Puffy no Rule (パフィーのルール)
13. Juni Gatsu (12月)

Versión estadounidense:
1. Boogie-Woogie No. 5
2. Violet
3. Shut Your Mouth, Honey
4. Cosmic*Wonder
5. Destruction Pancake
6. Su-i Su-i
7. Sui Sui
8. Swimming Pool
9. Green Apple
10. This Is the Song of Sweet Sweet Season When Cherry García Blossoms Bloom
11. Into the Beach
12. Puffy's Rule
13. December
14. Love So Pure
15. Wild Girls on Circuit/The Readymade JBL Mix '99

## Sencillos
1. 「Umie Eto (to the sea)-Into the Beach-／Pool Nite (At the pool) -Swimming Pool-」
2. 「Boowie Woogie No.5 (Boogie No.5)/Lucy Wa Moon Face (Lucy Is Moonface)」

### Version Canadiense
Producer – Furuta Takashi*
1. Boogie Woogie No.5	4:10
2. Violet	3:57
3. Shut Your Mouth, Honey	4:15
4. Cosmic Wonder	4:40
5. Destruction Pancake 3:16
6. Su-i Su-i	2:34
7. Sui Sui	2:11
8. Swimming Pool	4:29
9. Green Apple	3:07
10. This Is The Song Of Sweet Sweet Season When Cherry Garcia Blossoms Bloom	3:35
11. Into The Beach	3:10
12. Puffy's Rule 4:12
13. Dec.	4:21
14. Love So Pure	3:58
15. Wild Girls On The Circuit (The Readymade JBL Mix '99) Remix – Konishi Yasuharu* 5:15

- Datos: Q3267197